# Mischungswärme
Die Mischungswärme {\displaystyle h^{E}} (auch als Mischungsenthalpie, Exzessenthalpie oder Lösungsenthalpie bezeichnet) ist die Wärme, die beim Mischen reiner chemischer Stoffe auftritt:
- Wird die Mischungswärme von den gemischten Stoffen aus der Umgebung aufgenommen {\displaystyle \left(h^{E}>0\right)}, so handelt es sich um einen endothermen Verlauf.
- Wird die Mischungswärme von den gemischten Stoffen an die Umgebung abgegeben {\displaystyle \left(h^{E}<0\right)}, so handelt es sich um einen exothermen Verlauf
- Die Trennung zwischen Lösungsenthalpie und Reaktionswärme ist nicht immer eindeutig möglich. So ist z. B. das Lösen von gasförmigem Chlorwasserstoff in Wasser nicht nur ein Mischvorgang, sondern gleichzeitig eine Elektrolytische Dissoziation.[1]

In diesem Artikel ist mit dem Formelzeichen {\displaystyle h^{E}} die molare Mischungswärme gemeint, d. h. die Mischungswärme pro Stoffmenge.

## Beispiele
Abhängig vom Mischungspartner kann das Mischen von Chloroform exo- oder endotherm verlaufen (alle Beispielangaben für ca. 25 °C.):
- Das Mischen mit Tetrahydrofuran verläuft stark exotherm (etwa -2800 J/mol).
- Das Mischen mit Ethanol verläuft je nach gewählter Quell-Stoffmenge[2]
  - exotherm (20 mol-% Chloroform und 80 mol-% Ethanol: etwa -650 J/mol)
  - ohne Temperatur Veränderung (bei 60 mol-% Chloroform und 40 mol-%)
  - oder endotherm (80 mol-% Chloroform 20 mol-% Ethanol und : etwa +400 J/mol)
- Das Mischen mit Cyclohexan verläuft endotherm (etwa +700 J/mol).

Mischungsenthalpien bei T = 25 °C
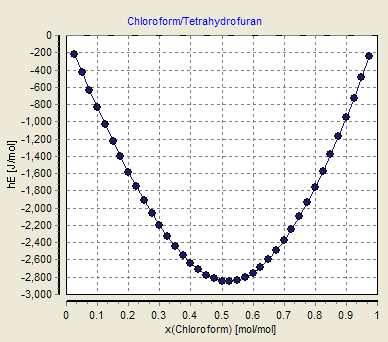
Exotherme Mischungswärme Chloroform / Tetrahydrofuran
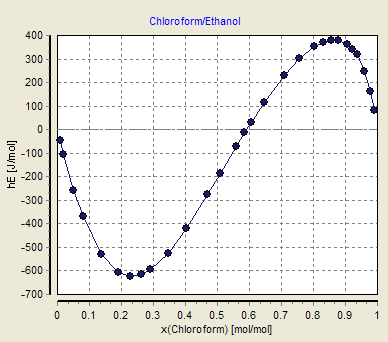
Exo- und endotherme Mischungswärme Chloroform / Ethanol
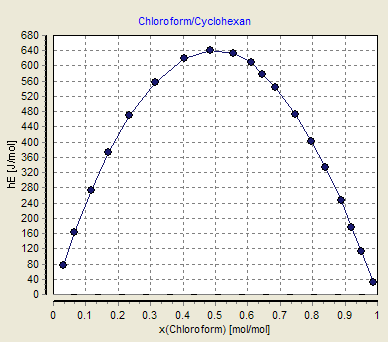
Endotherme Mischungswärme Chloroform / Cyclohexan

## Modellierung
Mischungswärmekurven binärer Mischungen bei einer gegebenen Temperatur können mit den Gleichungen nach Redlich-Kister (RK) und einer Summe symmetrischer Funktionen (SSF) beschrieben werden. Beide Reihenentwicklungen basieren auf folgender einfacher Beziehung, die jedoch nur für wenige Systeme ausreichend genau ist:
{\displaystyle {\frac {h^{E}}{x_{1}\cdot x_{2}}}=A}
mit
- {\displaystyle x_{1}}, {\displaystyle x_{2}}: Molenbrüche der beiden Komponenten
- {\displaystyle A}: Konstante.

### Redlich-Kister
{\displaystyle {\frac {h^{E}}{x_{1}\cdot x_{2}}}=\sum _{i=1}^{n}{A_{i}\left(2x_{1}-1\right)}^{i-1}}
mit
- Ai: anpassbarer Parameter
- n = 1..6 (ein bis sechs Parameter).

### Summe symmetrischer Funktionen
{\displaystyle {\frac {h^{E}}{x_{1}\cdot x_{2}}}=\sum _{i=1}^{m}{\frac {A_{i}}{\left({\frac {x_{1}}{a_{i}}}+x_{2}a_{i}\right)^{2}}}}
mit
- Ai, ai: anpassbare Parameter
- m = 1..3 (zwei, vier oder sechs Parameter).